# Platform voor Eenheid en Solidariteit voor Alliantie en Vooruitgang
Het Platform voor Eenheid en Solidariteit voor Alliantie en Vooruitgang (ESAV) is een Surinaamse organisatie met het doel de groepsbelangen van inheemse Surinamers in binnen- en buitenland te behartigen.
Het platform werd op 21 januari 2015 geproclameerd in het centrum van de Progressieve Werknemers Organisatie (PWO) in Paramaribo met Audrey Christiaan als voorzitter. Een van de coördinatoren is Armand Zunder, de voorzitter van de Nationale Reparatie Commissie Suriname (NRCS). Andere leden van het oprichtingsbestuur waren Alwin Ligorie en Sandy Liaw A Ngie, die eveneens NRCS-lid zijn. Christiaan legde het voorzitterschap in maart 2019 neer omwille van haar politieke aspiraties bij de Partij voor Recht en Ontwikkeling (PRO). De voorzittershamer werd overgenomen door Gulliamo Zaalman.
Tijdens de proclamatie maakte het een programma van vijftien punten bekend, met als eerste het streven voor de erkenning in de Grondwet van Suriname van inheemse volkeren als eerste bewoners van Suriname. Daarnaast wil het dat historische gebeurtenissen worden onderzocht vanuit het perspectief van inheemse volkeren. Verder streeft het naar een betere toegang voor inheemsen voor secundair en hoger onderwijs. De lijfspreuk Met onderwijs komt het verstand van Eugène Arichero, de eerste inheemse Surinaamse parlementariër (sinds 1973), dient hiervoor als inspiratie.